# جامعة نيكوبول للاقتصاد
جامعة نيكوبول للاقتصاد مؤسسة تعليم عالي أوكرانية، (بالأوكرانية: Нікопольський економічний університет) هي جامعة تقع في دنيبروبتروفسك أوبلاست، أوكرانيا. تأسست هذه الجامعة في سنة 1993